# Grabby Awards

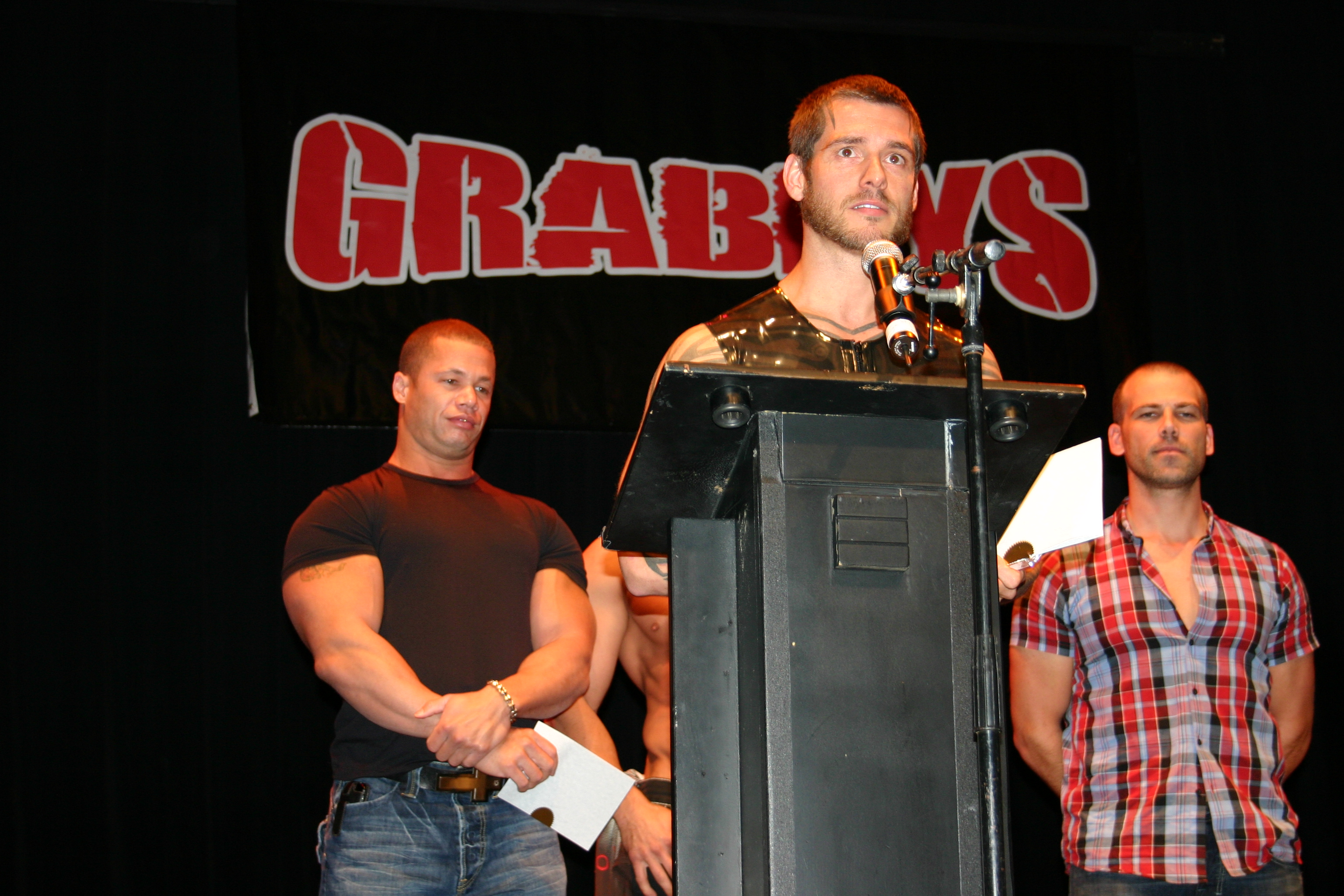
Matthew Rush, Logan McCree e Jason Ridge durante una premiazione

Il Grabby Award, conosciuto precedentemente come Adult Erotic Gay Video Award, è un premio annuale consegnato nell'ambito della pornografia gay dal Gay Chicago Magazine.

## Storia dell'evento
Nato nel 1991, il premio era inizialmente suddiviso in poche categorie, tra cui "Miglior interprete" e "Miglior esordiente", già dal secondo anno i premi subirono un'evoluzione aumentando le categorie premiate, tra cui "Miglior video dell'anno" e "Miglior sceneggiatura". Di anno in anno le categorie andavano sempre più aumentando, fino al 1999 quando si tenne la prima cerimonia di consegna dei premi.
La prima cerimonia degli Grabby si è tenuta il 29 maggio 1999, durante il fine settimana del Memorial Day. Durante la cerimonia vi è stata una raccolta fondi per la Reimer Foundation, un'associazione no-profit che promuove il sesso sicuro, attraverso l'istruzione e la sensibilizzazione del pubblico. La cerimonia, presentata da Chi Chi LaRue, si è tenuta al Music Hall of Man's Country, nel quartiere Andersonville di Chicago.
A differenza dei GayVN Awards, che sono aperti solo su invito a giornalisti e addetti ai lavori, i biglietti per il Grabbys sono a disposizione del pubblico, permettendo ai fan di vedere da vicino i propri idoli.
Nel corso degli anni, è stata creata una "Wall of Fame" per onorare le personalità legate all'industria pornografica gay entrate nella leggenda. Tra i premiati vi sono Ken Ryker, Chi Chi LaRue, Jeff Stryker, Zak Spears, Matthew Rush, Chris Steele, Steven Scarborough, Cole Tucker, Paul Barresi, Michael Brandon, Jason Branch e molti altri.